# Dance Alone
Dance Alone – utwór macedońskiej piosenkarki Jany Burczeskiej premierowo zaprezentowany publicznie 10 marca 2016 roku oraz wydany w formie singla 10 kwietnia 2017 roku nakładem wytwórni Symphonix International i Universal. Piosenkę napisali Joacim Persson, Alex Omar, Borisław Miłanow i Florence A..
10 marca 2017 roku w serwisie YouTube premierę miał oficjalny teledysk do piosenki. Reżyserem klipu został rosyjski twórca Siergiej Żelezko.
W 2017 roku utwór został ogłoszony propozycją reprezentującą Macedonię w 62. Konkursie Piosenki Eurowizji organizowanym w Kijowie.

## Lista utworów
CD single
1. „Dance Alone” – 3:06